# Dasht-e Naz Airport
Dasht-e Naz Airport är en flygplats i Iran.   Den ligger i provinsen Mazandaran, i den norra delen av landet, 190 km nordost om huvudstaden Teheran. Dasht-e Naz Airport ligger 9 meter över havet.
Terrängen runt Dasht-e Naz Airport är platt åt nordväst, men åt sydost är den kuperad.Runt Dasht-e Naz Airport är det ganska tätbefolkat, med 111 invånare per kvadratkilometer. Närmaste större samhälle är Sari, 14,4 km sydväst om Dasht-e Naz Airport. Trakten runt Dasht-e Naz Airport består till största delen av jordbruksmark.